# محمدنصیر طبیب اصفهانی
میرزا محمدنصیر بن عبدالله اصفهانی مشهور به طبیب (؟ - ۱۷۷۸م) پزشک و شاعر فارسی‌زبان ایرانی در سدهٔ هجدهم میلادی/دوازدهم هجری بود که از برجستگان دورهٔ بازگشت ادبی به‌شمار می‌رود.

## زندگی
میرزا محمدنصیر بن عبدالله اصفهانی در سالی نامعلوم در اصفهان زاده شد. در زادگاهش به پزشکی پیشه‌ور بود و به شعر گرایید. با معاصران خود مشتاق اصفهانی، شعله گلپایگانی، عاشق اصفهانی، صهبا، هاتف اصفهانی و آذر بیگدلی معاشر بوده‌است. او در دوران زندیه در سرودن اقسام شعر، به‌ویژه غزل و مثنوی شهرت یافت؛ منظومهٔ مشهورش پیر و جوان نام دارد.

محمدنصیر طبیب در سال ۱۱۹۲ق/۱۷۷۸م در اصفهان درگذشت. ماده‌تاریخ آن از نظمی تبریزی:

| روزگاری به کاروان ادب     |  | بود سالار و رهنمای طبیب     |
| خلق را زنگ غم زدود از دل  |  | با غزل‌های غم‌زدای طبیب       |
| قصه کوته: از این سپنج‌سرای |  | چون به فردوس هشت‌پای طبیب    |
| آسمان نیز از پشیمانی      |  | بانگ و فریاد زد که وای طبیب |
| گر کسی سال مرگ او خواهد   |  | گو: بجنّت گرفت جای طبیب      |